# Builenbrand
Builenbrand of Maïsbrand (Ustilago maydis) is een brandschimmel die maïs en teosinte kan aantasten. Alhoewel het alle delen van de plant kan aantasten tast het vooral meristematisch weefsel, speciaal dat van de kolf, aan. Via de stijl dringt de schimmel het vruchtbeginsel binnen, waarna een tumor optreedt vergelijkbaar met paddenstoelen. Jonge tumoren bestaan uit zeer lange plantencellen met daartussen schimmeldraden en hebben dan nog een vaste structuur. Later worden er olijfbruine tot blauwzwarte brandsporen gevormd en ontstaat een losse structuur. Ustilago stamt van het Latijnse woord ustilare dat brand betekent.
In Mexico worden de aangetaste, onrijpe kolven als een delicatesse gegeten, waar het huitlacoche wordt genoemd. De kolven worden voor dit doel 2 tot 3 weken na infectie geoogst en daarna gekookt. In de aangetaste kolven komen onder andere de smaakstoffen sotolon, vanilline en glucose voor.

## Levenscyclus
Op een voedingsbodem in het laboratorium gedraagt de schimmel zich als een gist en vormt het losse, haploïde cellen, sporidia genoemd. Deze cellen vermeerderen zich door knopvorming. In de natuur kunnen ze zich op dood organisch materiaal vermeerderen. (De diploïde fase van de schimmel is in het laboratorium echter niet in leven te houden.)
Wanneer twee verenigbare (compatibele) sporidia (basidiosporen) zich op een plant onder de juiste omstandigheden ontmoeten versmelten ze met elkaar via een conjugatiebuis tot een tweekernige (dikaryotische) cel. Vervolgens ontstaat een schimmeldraad die de plant met een appressorium binnendringt. Versmelting tot en met binnendringing duurt 12 tot 18 uur. 24 uur na infectie beginnen de parenchymcellen zich te vergroten en twee weken na infectie is de groei van de tumor te zien. Deze bestaat in het begin nog hoofdzakelijk uit vergrote plantencellen. De schimmeldraden, die dan nog bestaan uit tweekernige cellen, groeien tussen de cellen van de tumor. Al vrij vroeg vindt versmelting van de twee kernen (karyogamie) plaats gevolgd door een snelle toename van de hoeveelheid schimmeldraden. In dit stadium zwellen de schimmeldraden op en worden ze gelatine-achtig. De protoplasten verliezen hun cilindrische vorm, worden rond en vormen zo sporen, die vervolgens groter worden en uiteindelijk de gekleurde en gestekelde, diploïde brandsporen (teleutosporen) vormen. De buitenkant van de brandspore lijkt afkomstig te zijn van de overblijfselen van de gegeleerde schimmeldraad.
Rijpe brandsporen worden door de wind en regen verspreid. De sporen kunnen lange tijd, tot wel tien jaar, in de grond overleven. Onder de juiste omstandigheden in het voorjaar wordt er een probasidium gevormd, waarin de meiose plaatsvindt. De haploïde kernen gaan naar langgerekte cellen, die vervolgens van het basidium afbreken en zo de haploïde sporidia vormen.

### Genetische achtergrond van de compatibiliteit van de sporidia
De compatibiliteit van de sporidia berust op twee genen, a en b. Het a gen heeft twee allelen en het b gen meer dan twee. De twee sporidia moeten verschillende allelen van beide genen hebben willen ze zich met elkaar verenigen. Zo is een sporidium met a1b2 verenigbaar met een sporidium met a2b1 allelen. Het a gen codeert voor een feromoon, waardoor de vorming van een conjugatiebuis en versmelting in gang gezet wordt. Het b gen codeert voor regulerende eiwitten die zich aan het DNA-binden.

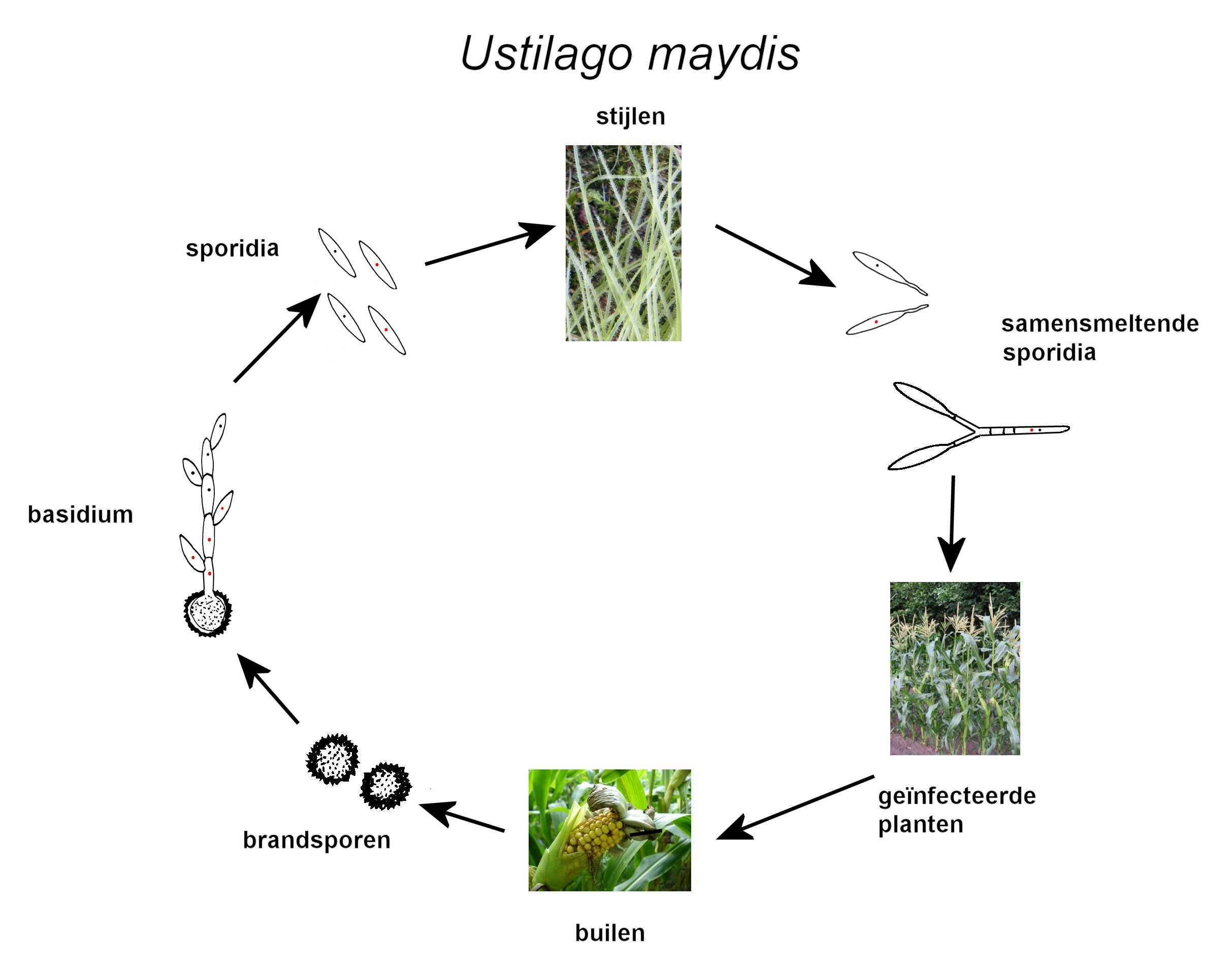
Levenscyclus